# Kambe Szugao
Kambe Szugao (Sizuoka, 1961. augusztus 2. –) japán labdarúgó.

## Futsal-világbajnokság
A japán válogatott tagjaként részt vett az 1989-es futsal-világbajnokságon.